# Lista över Badens regenter
Baden var en stat i sydvästra Tyskland, framförallt bestående av land på den högra Rhenstranden vid Alsace och Pfalz.  Området blev ett markgrevskap på 1000-talet som en ganska liten stat.  Baden blev senare delat i två delar ett styrt av de katolska markgrevarna av  Baden-Baden, och den andra styrt av de protestantiska markgrevarna av Baden-Durlach. 
År 1771, utslocknade grenen Baden-Baden, och alla områden i Baden hamnade under markgrevarna av Baden-Durlach.  Under den kejserliga omorganisationen 1803, utökades Badens territorium, och regenterna blev kurfurstar i Tysk-romerska riket.  Detta varade bara tre år, till kejsardömets fall 1806.  Det året tog markgrevarna titeln storhertig av Baden och fick ytterligare territorium.  Storhertigdömet blev en delstat i kejsardömet Tyskland vid landets enande 1871 och varade med ungefär samma gränser som 1806 till de tyska monarkiernas fall 1918, när det blev republik.
Vid andra världskrigets slut 1945 överfördes den norra delen till Württemberg-Baden inom den amerikanska ockupationszonen medan den större, södra delen behöll namnet Baden och hamnade i den franska ockupationszonen. Från 1952 ingår hela området i den tyska delstaten Baden-Württemberg.

## Markgrevar av Baden, 1061-1190
- Berthold I 1061-1073
- Hermann I 1073
- Hermann II 1073-1130
- Hermann III 1130-1160
- Hermann IV 1160-1190

## Baden delat, 1190-1771

### Markgrevar av Baden-Baden, 1190-1335
- Hermann V 1190-1243
- Hermann VI 1243-1250
- Fredrik I och Rudolf I 1250-1268
- Rudolf I 1268-1288
- Hesso, Rudolf II, Herman VII, och Rudolf III 1288-1291
- Hesso, Rudolf II, och Rudolf III 1291-1295
- Hesso och Rudolf III 1295-1297
- Rudolf III och Rudolf Hesso 1297-1332
- Rudolf Hesso 1332-1335

### Markgrevar av Baden-Hachberg, 1190-1418
- Henrik I 1190-1231
- Henrik II 1231-1290
- Henrik III 1290-1330
- Henrik IV 1330-1369
- Otto I 1369-1386
- Johan och Hesso 1386-1409
- Hesso 1409-1410
- Otto II 1410-1418

### Markgrevar av Baden-Sausenberg, 1290-1503
- Rudolf I 1290-1313
- Henrik, Rudolf II, och Otto 1313-1318
- Rudolf II och Otto 1318-1352
- Otto och Rudolf III 1352-1384
- Rudolf III 1384-1428
- Wilhelm 1428-1441
- Hugo och Rudolf IV 1441-1444
- Rudolf IV 1444-1487
- Filip 1487-1503

### Markgrevar av Baden-Eberstein, 1291-1353
- Fredrik II 1291-1333
- Herman IX 1333-1353

### Markgrevar av Baden-Pforzheim, 1291-1361
- Rudolf IV och Herman VIII 1291-1300
- Rudolf IV 1300-1348
- Rudolf V 1348-1361

### Markgrevar av Baden-Baden, 1348-1588
- Fredrik III 1348-1353
- Rudolf VI 1353-1372
- Bernard I och Rudolf VII 1372-1391
- Bernard I 1391-1431
- Jacob 1431-1453
- Bernard II och Karl I 1453-1458
- Karl I 1458-1475
- Kristoffer I 1475-1515
- Bernard III 1515-1536
- Philibert 1536-1569
- Filip II 1569-1588

### Markgrevar av Baden-Durlach, 1515-1771
- Ernst 1515-1553
- Karl II 1553-1577
- Ernst Fredrik 1577-1604
- Georg Fredrik 1604-1622
- Fredrik V 1622-1659
- Fredrik VI 1659-1677
- Fredrik VII 1677-1709
- Karl III Wilhelm 1709-1738
- Karl Fredrik 1738-1771 (blev markgreve av hela Baden)

### Markgrevar av Baden-Sponheim, 1515-1533
- Philipp I 1515-1533

### Markgrevar av Baden-Rodemachern, 1536-1596
- Kristoffer II 1536-1575
- Edvard Fortunatus 1575-1596

### Markgrevar av Baden-Rodenheim, 1575-1620
- Philipp III 1575-1620

### Markgrevar av Baden-Hachberg, 1577-1591
- Jakob II 1577-1590
- Ernst Jakob 1590-1591

### Markgrevar av Baden-Sausenberg, 1577-1604
- Georg Friedrich 1577-1604

### Markgrevar av Baden-Rodemachern, 1622-1666
- Hermann Fortunatus 1622-1664
- Karl Wilhelm 1664-1666

### Markgrevar av Baden-Baden, 1622-1771
- Wilhelm 1622-1677
- Ludwig Wilhelm 1677-1707
- Ludwig Georg Simpert 1707-1761
- August Georg Simpert 1761-1771

## Markgrevar av Baden, 1771-1803
- Karl Fredrik 1771-1803, blev kurfurste av Baden

## Kurfurstar och markgrevar av Baden, 1803-1806
- Karl Fredrik 1803-1806, blev storhertig av Baden vid kurfurstetitelns avskaffande i samband med Tysk-romerska rikets upplösning 1806.

## Storhertigar av Baden, 1806-1918

### (Överhuvuden för storhertigliga huset Baden sedan 1918)
- Fredrik II 1918-1928 (storhertig 1907-1918)
- Maximilian (Max) av Baden 1928-1929
- Berthold av Baden 1929-1963
- Maximilian av Baden sedan 1963

## Presidenter i Demokratiska republiken Baden, 1918-1945
1. Anton Geiß (SPD) 1918-1920
2. Gustav Trunk (Zentrum) 1920-1921
3. Hermann Hummel (DDP) 1921-1922
4. Adam Remmele (SPD) 1922-1923
5. Heinrich Köhler (Zentrum), 1923-1924
6. Willy Hellpach (DDP) 1924-1925
7. Gustav Trunk (Zentrum) 1925-1926
8. Heinrich Köhler (Zentrum) 1926-1927
9. Gustav Trunk (Zentrum) 1927
10. Adam Remmele (SPD) 1927-1928
11. Josef Schmitt (Zentrum) 1928-1930
12. Josef Wittemann (Zentrum) 1930-1931
13. Josef Schmitt (Zentrum) 1931-1933
14. Robert Wagner (NSDAP) 1933
15. Walter Köhler (NSDAP) 1933-1945

## Statspresidenter i Baden (Südbaden), 1945-1952
1. flera presidenter 1945-1946
2. Leo Wohleb (BCSV, sedan CDU) 1946-1952